# Эстрейхер, Тадеуш
Тадеуш Казимеж Эстрейхер (пол.  Tadeusz Kazimierz Estreicher; 19 декабря 1871, Краков, Австро-Венгрия — 8 апреля 1952, Краков, Польша) — польский химик, историк, педагог, профессор неорганической химии Ягеллонского и Фрибурского университетов. Один из пионеров криогеники.

## Биография
Происходил из краковской еврейской семьи, известной в польской науке и культуре. Его отец отец — Кароль Эйстрехер, историк литературы и театра, литературный критик, библиограф, директор Ягеллонской библиотеки, назван «отцом польской библиографии». Дед Алоизий Рафаэль Эстрейхер — профессор ботаники и директор ботанического сада Ягеллонского университета. Доминик Эстрейхер — его прадед был художником, который приехал в Краков из Австрии, был учителем рисования, преподавателем Ягеллонского университета и энтомологом. Брат Станислав — профессор истории права в Ягеллонском университете. Его сестра, Мария, была одной из первых женщин в Австро-Венгрии, защитивших докторскую степень в области английской филологии.
Изучал химию университетах Берлина, Лейпцига, учился в Лондоне под руководством У. Рамзая. Затем, в Ягеллонском университете. Ученик К. Ольшевского и С. Врублевского. Работал ассистентом у Кароля Ольшевского, первого химика получившего жидкий азот и водород.
В 1906—1919 — заведующий кафедрой химии во Фрибурском университете. После смерти Ольшевского и обретения Польшей независимость вернулся в Краков, где занял кафедру химии в Ягеллонском университете. В 1923—1924 был деканом философского факультета.
После начала Второй мировой войны, вместе со своим братом Станиславом был арестован 6 ноября 1939 года во время Sonderaktion Krakau. Учёному удалось выжить после заключения в концлагере Заксенхаузен и после войны вернуться в университет.

## Научная деятельность
Большая часть исследований учёного была посвящена физике низких температур.
Им определена температура кипения и плавления хло́ристого водоро́да, создано устройство для сжижения водорода.
Был основателем и президентом Общества по продвижению фармацевтических наук.
Автор многих работ в области лингвистики и создания терминологии химической и фармацевтической промышленности.
В качестве историка, в 1900 году Тадеуш Эстрейхер первым описал Ягеллонский глобус.